# Alice Lane
Alice Pandini (Lodi, Italia, 27 de febrero de 1989), más conocida como Alice Lane, es una bajista y compositora italiana. Es la actual bajista de las bandas Infected Rain y Hand of Juno.
Nació en Lodi, Italia, el 27 de febrero de 1989.
Comenzó a interesarse en la música cuando estaba en la escuela secundaria, siendo influenciada para tocar el bajo por Flea de los Red Hot Chili Peppers, y por Rayna Foss-Rose de Coal Chamber.
En 2011 se unió a su primera banda Bid Zogo.
También trabajó como modelo para marcas como Prada, Tom Ford y Calvin Klein, y cubriendo conciertos de heavy metal en Italia para Metal Hammer Italia entre 2019 y 2023.
Fue una de las fundadoras de Iconist, y en 2017 se unió a la banda Killin’ Baudelaire. Con esta banda participó de los festivales Metal for Idays 2017, Nova Rock 2018 y Emergency 2019.
En 2021, Killin’ Baudelaire anunció su disolución, para transformarse en Hand of Juno.
En 2023 se unió a Infected Rain, con quienes grabaría el disco TIME al año siguiente.

## Discografía

### Con Bid Zogo
- Nightmare Inc. - Álbum (2011)

### Con Killin’ Baudelaire
- It tastes like sugar - EP (2016)
- Lullaby - EP (2020)
- Vertical Horizon - Álbum (2020)

### Con Iconist
- Iconist - Álbum (2022)

### Con Hand of Juno
- Right Now - single (2023)
- Destroy the line - single (2023)
- We've built the line - single (2023)
- Psichotic Banana - EP (2024)

### ConInfected Rain
- Dying Light - single (2023)
- Never to Return - single (2023)
- Because I Let You - single (2023)
- Vivarium - single (2024)
- Lighthouse - single (2024)
- TIME - Álbum (2024)